# USS Beale (DD-471)
USS Beale (DD/DDE-470) — эскадренный миноносец типа «Флетчер» ВМС США. Второй корабль ВМС, названный в честь лейтенанта Эдварда Била.

Эсминец был заложен 19 декабря 1941 года на верфи Bethlehem Steel, спущен на воду 24 августа 1942 года. Вступил в строй 23 декабря 1942 года под началом коммандера Джо Кохрэна.

## История

### 1943
В начале 1943 года корабль осуществлял учебные плавания у берегов Новой Англии и в районе Гуантанамо. В феврале вернулся в Нью-Йорк для текущего ремонта. 15 марта вышел в море для обеспечения противолодочной обороны авианосца Essex, который только вошёл в строй и занимался боевой подготовкой близ Тринидада. Затем прошёл ещё один ремонт и вышел из Норфолка для перехода на Тихий океан.
22 мая эсминец прибыл на базу в Пёрл-Харбор. В течение полутора месяцев занимался противолодочным патрулированием близ Гавайских островов. 21 июля участвовал в учениях по высадке десанта, проходивших близ Монтерея.
29 июля вышел из Сан-Франциско и направился к Алеутским островам. 5 августа прибыл на остров Адак. Следующие четыре месяца корабль нёс службу в северной части Тихого океана, однако единственным противником, с которым он столкнулся, был суровый климат. В середине августа эсминец участвовал в бомбардировках острова Кыска перед проведением операции «Коттедж». Когда американские войска высадились на остров, выяснилось, что противника там уже нет. Японцы покинули Алеутские острова за три недели до этого. В конце ноября Beale вышел из Датч Харбор и взял курс на Гавайи.

18 декабря корабль пришёл в залив Милн Бэй на юго-восточной оконечности Новой Гвинеи. Следующие семь месяцев он оказывал поддержку войскам генерала Макартура, которые вели кампанию на Новой Гвинее.

26 декабря 1943 года в 14:30 японская авиация атаковала силы союзников у мыса Глоучестер. Экипаж Beale зенитным огнём сбил один Aichi D3A, корабль избежал повреждений. Однако удача не сопутствовала другим кораблям. Brownson получил попадания двумя бомбами и затонул менее чем за 20 минут, погибло 108 членов команды. Эсминцы Shaw и Mugford получили повреждения от близких разрывов бомб, на Shaw ранения получили 30 человек, 4 погибли.

### 1944
1 января 1944 года корабль вышел из Буны для сопровождения транспортов, перевозивших части 32-й пехотной дивизии. Конвой без происшествий дошёл до Саидора, на северном побережье Новой Гвинеи.

В течение января Beale осуществлял патрулирование от Милн Бэй до Саидора. С 9 по 23 февраля — находился на ремонте в Сиднее. 27 февраля вернулся на Новую Гвинею и вошёл в состав американо-австралийского соединения TF 74 под командованием контр-адмирала Кратчли.

После освобождения Новой Гвинеи дальнейшей целью американских войск стали острова Адмиралтейства. 27 февраля Beale с другими кораблями TF 74 вышел в море, сопровождая транспорты с частями 1-й кавалерийской дивизии, которые находились в резерве на случай сильного сопротивления японцев. Утром 29 февраля Beale, совместно с Nashville и Bache, подошёл к острову Ндрило и обстрелял позиции японцев, после чего началась высадка десанта. Успешно завершив операцию, корабли вернулись на базу Оро Бэй на Новой Гвинее.

4 марта соединение вновь вышло к островам Адмиралтейства. Обстреляв позиции японцев, корабли заняли позицию в 30 милях к северу от острова Манус, прикрывая подходы к островам и перемещения войск.

19 марта Beale вместе с эсминцами Ammen, Daly, Hutchins и Mullany осуществил бомбардировку японских укреплений в Веваке.

С 21 по 27 марта корабль находился на краткосрочном ремонте. С 29 марта по 8 апреля участвовал в противолодочных учениях и стрельбах.

К боевым действиям эсминец вернулся в середине апреля во время операции по захвату участка побережья Новой Гвинеи от бухты Танамера на западе до Аитапе на востоке. 22 апреля в составе соединения TF 75 участвовал в операции по высадке десанта в заливе Гумбольдта. На следующий день совершил переход в бухту Зееадлер на острове Манус для пополнения запасов провизии и топлива. Затем вернулся к Новой Гвинее для действий близ Голландии.

12 мая, совместно с Bache и Abner Read, обстрелял базу японцев в Веваке, наступление на который было следующим этапом кампании на Новой Гвинее. 27 мая осуществлял прикрытие высадки десанта на Биак.

9 июня Beale участвовал в столкновении с японскими эсминцами, осуществлявшими прикрытие транспортов с войсками. В ходе боя повреждения от артиллерийского огня получил японский корабль Shiratsuyu.

С 10 по 28 июня эсминец находился на Манусе для ремонта. 29 июня он вышел в море для участия в последних крупных десантных операциях на Новой Гвинее. Утром 2 июля американские корабли подошли для обстрела острова Нумфор, на котором располагался японский аэродром. Американские войска успешно преодолели сопротивление японских войск и продвинулись вглубь острова, после чего корабли ушли на базу в залив Гумбольдта.

С 11 по 25 августа Beale вновь находился в Сиднее на ремонте. Затем вернулся к берегам Новой Гвинеи, патрулируя участки побережья, где ещё остались изолированные японские части. Следующей целью американской кампании на Тихом океане должны были стать Молуккские острова. 15 сентября американские корабли подошли к острову Моротай в готовности обстрелять японские позиции в городке Галела. Однако противника там не оказалось и десант без сопротивления занял город. Корабли ушли на базу Миос Вунди близ Биака. Почти месяц Beale занимался боевой подготовкой, готовясь к началу вторжения на Филиппины.

13 октября Beale вышел в море в составе TG 77.3, целью которой была высадка десанта в Таклобане. Корабли подошли к месту проведения операции 19 октября и, пока десант высаживался, вели обстрел береговых позиций противника. Затем, на протяжении четырёх дней, Beale находился в заливе Сан-Педро, подвергаясь периодическим налётам японской авиации. В ходе этих атак повреждения получили крейсера Honolulu и Australia.

23 октября корабль вышел на позицию в пролив Суригао. В ночь на 25 октября участвовал в атаке на соединение адмирала Нисимуры. В результате атаки повреждения получил линкор Yamashiro и был потоплен эсминец Michishio. Затем эсминцы отошли, освободив место для действий тяжёлых кораблей, которые завершили разгром японской эскадры. Из кораблей Нисимуры сумел уйти только один эсминец и крейсер Mogami, который был затоплен в этот же день в результате атак авиации. Следом американский флот одержал ещё две блестящие победы — бои у острова Самар и мыса Энганьо. 29 октября Beale покинул зону боевых действий и направился к берегам США. Через Сиэтл, корабль пришёл в Сан-Франциско, где встал на капитальный ремонт.

### 1945
8 февраля Beale вернулся на Гавайи и занимался боевой подготовкой. 5 марта покинул Пёрл-Харбор и направился к острову Лейте, где собирались силы флота, готовящиеся атаковать Рюкю. 27 марта быстроходные корабли соединения TF 55 покинули залив Лейте и взяли курс на Окинаву, куда прибыли 1 апреля. Beale был придан соединению TF 54, которое оказывало огневую поддержку наступавшим в глубь острова пехотинцам. 6 апреля находившиеся у Окинавы корабли начали атаковать камикадзе. В ходе налёта сильные повреждения получил эсминец Newcomb. На помощь горящему кораблю подошли Beale и Leutze. После того, как команда Newcomb справилась с огнём, повреждённый эсминец был отбуксирован к Керама Ретто. Сопроводив буксир и эсминец к месту ремонта, Beale вернулся к Окинаве. Основной его обязанностью по-прежнему была огневая поддержка наступающей пехоты, но и активно действовал в борьбе с самолётами японцев. В течение мая эсминец ещё дважды подвергался самоубийственным атакам японских лётчиков, но избежал повреждений.

К началу июня сопротивление японских войск ослабело. Самолёты практически не могли проскользнуть мимо радиолокационных дозоров, а разрозненные наземные части противника были заблокированы. 3 июня Beale участвовал в операции по разгрому одной из таких изолированных групп на острове Ихейя Ретто в 11 милях к северу от Окинавы. К концу июня сопротивление японцев на Рюкю было подавлено и 2 июля было объявлено о завершении операции.

16 июля корабль был включён в состав соединения TF 95, которое занималось патрулированием и поиском японских кораблей в Жёлтом и Японском морях. 8 августа Beale вернулся на Окинаву. 15 августа Япония прекратила сопротивление, а 2 сентября была подписана капитуляция.

15 сентября эсминец прибыл в Нагасаки и, в течение двух месяцев, нёс службу в составе сил оккупации.

15 ноября он покинул Сасебо и направился к берегам США, 18 декабря прошёл через Панамский канал, а перед новым годом прибыл в Чарлстон. Там он был выведен в резерв 11 апреля 1946 года.

### 1951—1962
В 1951 году корабль прошёл модернизацию на верфи Boston Navy Yard и переклассифицирован в эскортный эсминец (DDE-471). 1 ноября корабль вновь вступил в строй. После завершения тренировок и учебных походов, 5 мая 1952 года был включён в состав Атлантического флота. В июне участвовал в обеспечении боевой подготовки авианосца Cabot в Мексиканском заливе. Затем вернулся в Норфолк, где пробыл до конца года.

В январе 1953 года вышел в море для участия в больших ежегодных учениях «Springboard». После предварительных тренировок у побережья Флориды корабль направился к Пуэрто-Рико, где пробыл до начала марта. 17 апреля эсминец отправился к Британским островам для участия в ещё одних манёврах, а затем совершил короткий визит в Средиземное море. 13 июня корабль покинул Неаполь и взял курс на США.

В июле и августе находился в море севернее побережья Новой Шотландии. В начале сентября вернулся в Норфолк, а через месяц ушёл в Нью-Йорк для трёхмесячного ремонта.

После возвращения, в начале 1954 года занимался боевой подготовкой близ Гуантанамо. 11 мая вышел на боевую службу в Средиземное море. Вернулся в Норфолк 10 октября 1954 года.

В январе 1955 года приступил к патрулированию у восточного побережья — от Ньюпорта на севере до Пуэрто-Рико на юге. В июле вернулся в Ньюпорт, а затем направился к Бермудам для действий совместно с недавно вошедшей в строй подводной лодкой Nautilus. После участия в испытаниях первой атомной подводной лодки вернулся в Норфолк 6 августа. Месяцем спустя принимал участие в двух учениях стран НАТО у берегов Португалии. Вернулся из Лиссабона в Норфолк 23 октября.

В феврале 1956 снова участвовал в учениях «Springboard» между Кубой и Пуэрто-Рико. 31 мая 1956 года вышел на службу в Мексиканский залив, где посетил Пенсаколу, Новый Орлеан и Галвестон. Затем до конца года чередовал выходы в море и ремонтные работы на базе в Норфолке.

18 марта 1957 года вышел в море и направился в Индийский океан. Из-за конфликта между Египтом и Израилем Суэцкий канал был закрыт и маршрут перехода был проложен вокруг Африки. 30 марта корабль посетил Фритаун. С 10 по 12 апреля находился в Саймонстауне. Обогнув континент, направился в Момбасу, а оттуда в Персидский залив. Затем, через вновь открытый Суэцкий канал, перешёл в Средиземное море. 4 июня пришёл в Пирей, после направился в Испанию, а оттуда в Гибралтар. 26 июля эсминец вернулся в Норфолк.

14 сентября 1957 года прибыл в Плимут для участия в учениях НАТО «Stand Firm». По завершении манёвров нанёс 10-дневный визит в Шербур. 22 октября вернулся в Чесапикский залив.

В марте 1958 года эсминец вошёл в состав специального соединения, занимавшегося испытаниями противолодочного и гидроакустического вооружения, в составе которого находился следующие пять лет.

### 1962—1968
С 25 октября по 5 ноября 1962 года Beale участвовал в блокаде побережья Кубы. Во время Карибского кризиса входил в соединение кораблей, обнаруживших у берегов Кубы советскую подводную лодку Б-59.
В ноябре 1963 года направился на длительную службу в Средиземное море. 11 декабря прибыл на Мальорку. В начале февраля 1964 года направился к Кипру. После шесть дней находился с визитом в Стамбуле. Затем принимал участие в манёврах НАТО в Ионическом море. В мае вышел к берегам США.
До 1966 года нёс службу в Норфолке. 1 июня был направлен на Дальний Восток, впервые за два десятилетия — в зону боевых действий. В июле прибыл на базу 7-го флота в Субик Бэй на Филиппинах. 24 июля пришёл к берегам Вьетнама и две недели занимался артиллерийскими бомбардировками береговых целей. В сентябре-октябре действовал в составе охранения авианосца Intrepid. В начале ноября направился в США через Индийский океан, Суэцкий канал и Средиземное море, совершив кругосветное плавание. 17 декабря пришёл в Норфолк.
10 апреля 1967 года вышел к Ки-Уэст, где в течение месяца выполнял обязанности учебного корабля Школы акустиков. В июне принимал участие в манёврах «New Look» — всего в них было задействовано 36 противолодочных кораблей четырёх флотов стран НАТО. В июле посетил Балтимор, где прошёл осмотр и был признан ограниченно пригодным к несению службы.
14 ноября вместе с Bache вновь направился на службу в Средиземное море. Во время развёртывания посетил Сплит и Мальту. Весной 1968 года был сменён эсминцем Moale и направился обратно в Норфолк.
В июне 1968 был учебной базой для курсантов в Ньюпорте. 30 сентября 1968 года был исключён из состава ВМС.
24 июня 1969 года был потоплен в качестве цели в 250 милях к востоку от Чесапикского залива.

## Награды
За действия во Второй Мировой войне был награждён шестью Боевыми звёздами. Ещё одну получил за участие во Вьетнамской войне.

## Список командиров
- коммандер Джо Брайс Кохрэн (23 декабря 1942 — 10 сентября 1944)
- коммандер Дойл Мюррей Коффи (10 сентября 1944 — 19 июня 1945)
- лейтенант-коммандер Аллен Боулден Реджистер (19 июня 1945 — 11 апреля 1946)
- коммандер (позднее вице-адмирал) Фрэнк Прайс мл. (11 января 1951 — январь 1953)
- коммандер Роберт Гастингс Уайт (январь 1953—1956)
- коммандер (позднее вице-адмирал) Джером Генри Кинг мл. (1956—1958)
- коммандер Уильям Джеймс Руэ (1958 — ноябрь 1959)
- коммандер Дэвид Алан Джонсон (ноябрь 1959 — июнь 1961)
- коммандер Роналд Юджин Гилл (июнь 1961—1962)
- коммандер Роберт Джеймс Лумис (1962 — май 1963)
- коммандер Фрэнк Уинстон Корли мл. (май 1963—1964)
- коммандер Джон Уильям Питерсон (1964 — 23 июня 1965)
- коммандер Роберт Эрик Комет ст. (23 июня 1965 — 10 августа 1967)
- коммандер Дональд Уэйн Джонс (10 августа 1967 — 30 сентября 1968)